# Одарённая
«Одарённая» (англ. Gifted) — американский драматический фильм режиссёра Марка Уэбба. Премьера в США состоялась 7 апреля 2017 года, в России — 1 июня 2017 года.

## Сюжет
В небольшом городке недалеко от Тампы, штат Флорида, семилетняя Мэри Адлер (Маккенна Грейс) живёт с дядей и фактическим опекуном Фрэнком (Крис Эванс). Её лучшая подруга — 43-летняя соседка Роберта. В первый день учёбы в первом классе она демонстрирует выдающийся математический талант, который впечатляет учителя Бонни Стивенсон. Несмотря на своё первоначальное неодобрение к обычным детям-ровесникам и скуке от школы, Мэри начинает привязываться к другим детям. Она приносит своего одноглазого кота Фреда на урок «покажи и расскажи», а затем защищает в автобусе одноклассника от хулигана. Мэри предлагают стипендию в частной школе для одарённых детей. Тем не менее, Фрэнк отказывается. Основываясь на опыте своей семьи в подобных школах, он боится, что у Мэри не будет шансов на «нормальное» детство.
Выясняется, что мать Мэри, Диана, была многообещающим математиком, посвятившей себя решению проблемы Навье-Стокса (одной из нерешённых Задач тысячелетия), прежде чем покончить с собой, когда Мэри было шесть месяцев. С тех пор Мэри живёт с Фрэнком, бывшим преподавателем колледжа, занимающимся ремонтом лодок.
Эвелин, отдалившаяся мать Фрэнка и бабушка Мэри по материнской линии, стремится получить опеку над Мэри и перевезти её в Массачусетс, полагая, что Мэри — математическое чудо «один на миллиард» и она должна быть специально обучена к жизни, посвященной математике, как это было у Дианы. Однако Фрэнк непреклонен в том, что его сестра хотела бы, чтобы Мэри училась в обычной государственной школе и имела бы детство, которого у самой Дианы не было. Обеспокоенный тем, что судья вынесет решение против него, и он полностью потеряет Мэри, Фрэнк соглашается на компромисс, предложенный его адвокатом Грегом Калленом: Мэри будет жить в приёмной семье и будет ходить в частную школу, в которую её запишет Эвелин. Приёмные родители живут в 25 минутах от дома Фрэнка, Фрэнк будет иметь право на запланированные посещения, и Мэри сможет решить, где она хочет жить после своего 12-летия.
Мэри опустошена после передачи в приёмную семью, и её приёмный отец говорит, что Мэри отказывается видеть Фрэнка. Когда Бонни видит фотографию Фреда в приюте для бездомных животных, она предупреждает Фрэнка. Фрэнк забирает кошку из питомника и, догадавшись, что Фреда сдали из-за проблем с аллергией, понимает, что Эвелин, у которой аллергия на кошек, наблюдает за обучением Мэри в гостевом доме приёмной семьи, Фрэнк помирился с Мэри, объясняя, что сожалеет о своём поступке. Затем Фрэнк говорит Эвелин, которая сама была математиком, что Диана решила проблему Навье-Стокса, но поставила условие, что решение будет опубликовано только после смерти Эвелин. Понимая, как важно для Эвелин, что Диана решит проблему, Фрэнк предлагает Эвелин опубликовать работы Дианы, взамен же она должна разрешить Фрэнку быть опекуном Мэри. Эвелин соглашается.
Фильм заканчивается тем, что Мэри снова живёт у Фрэнка и ходит в государственную школу, в то же время посещая курсы на уровне колледжа.

## В ролях
| Актёр           | Роль            |
| --------------- | --------------- |
| Крис Эванс      | Фрэнк Адлер     |
| Маккенна Грейс  | Мэри Адлер      |
| Линдси Дункан   | Эвелин Адлер    |
| Дженни Слейт    | Бонни Стивенсон |
| Октавия Спенсер | Роберта Тэйлор  |
| Гленн Пламмер   | Грег Каллен     |
| Джон Финн       | Обри Хайсмит    |
| Элизабет Марвел | Глория Дэвис    |
| Джона Сяо       | Лижуан          |
| Джули Энн Эмери | Пэт Голдинг     |
| Кейр О’Доннелл  | Брэдли Поллард  |

## Производство
В августе 2015 года было объявлено, что на роль Фрэнка Адлера был выбран актёр Крис Эванс. В сентябре 2015 года к актёрскому составу присоединились Маккенна Грейс, Октавия Спенсер, Линдси Дункан и Дженни Слейт. В ноябре 2015 года актриса Джули Энн Эмери присоединилась к фильму в роли Пэт.
Съёмки
Основные съёмки начались в октябре 2015 года в городах Саванна и Тайби-Айленд, штат Джорджия.

## Критика
Фильм получил в основном положительные отзывы кинокритиков. На сайте Rotten Tomatoes фильм имеет рейтинг 73% на основе 179 рецензий со средним баллом 6,4 из 10. На сайте Metacritic фильм имеет оценку 60 из 100 на основе 33 рецензий критиков, что соответствует статусу «смешанные или средние отзывы». На сайте CinemaScore зрители оценили фильм на оценку A по шкале от A+ до F.